# Paes Landim
Paes Landim är en kommun i Brasilien.   Den ligger i delstaten Piauí, i den östra delen av landet, 1 100 km nordost om huvudstaden Brasília. Antalet invånare är 4 059.
Omgivningarna runt Paes Landim är huvudsakligen savann. Runt Paes Landim är det mycket glesbefolkat, med 6 invånare per kvadratkilometer.